# رابرووو
رابرووو (به صربی: Rabrovo) یک منطقهٔ مسکونی در صربستان است که در کوچوو واقع شده‌است. رابرووو ۱٬۲۱۹ نفر جمعیت دارد.